# Luka Đurović
Luka Đurović (in montenegrino Лука Ђуровић; Nikšić, 25 luglio 1995) è un cestista montenegrino.

## Palmarès
- Coppa del Montenegro: 1

Sutjeska: 2013